# Fini Platzer

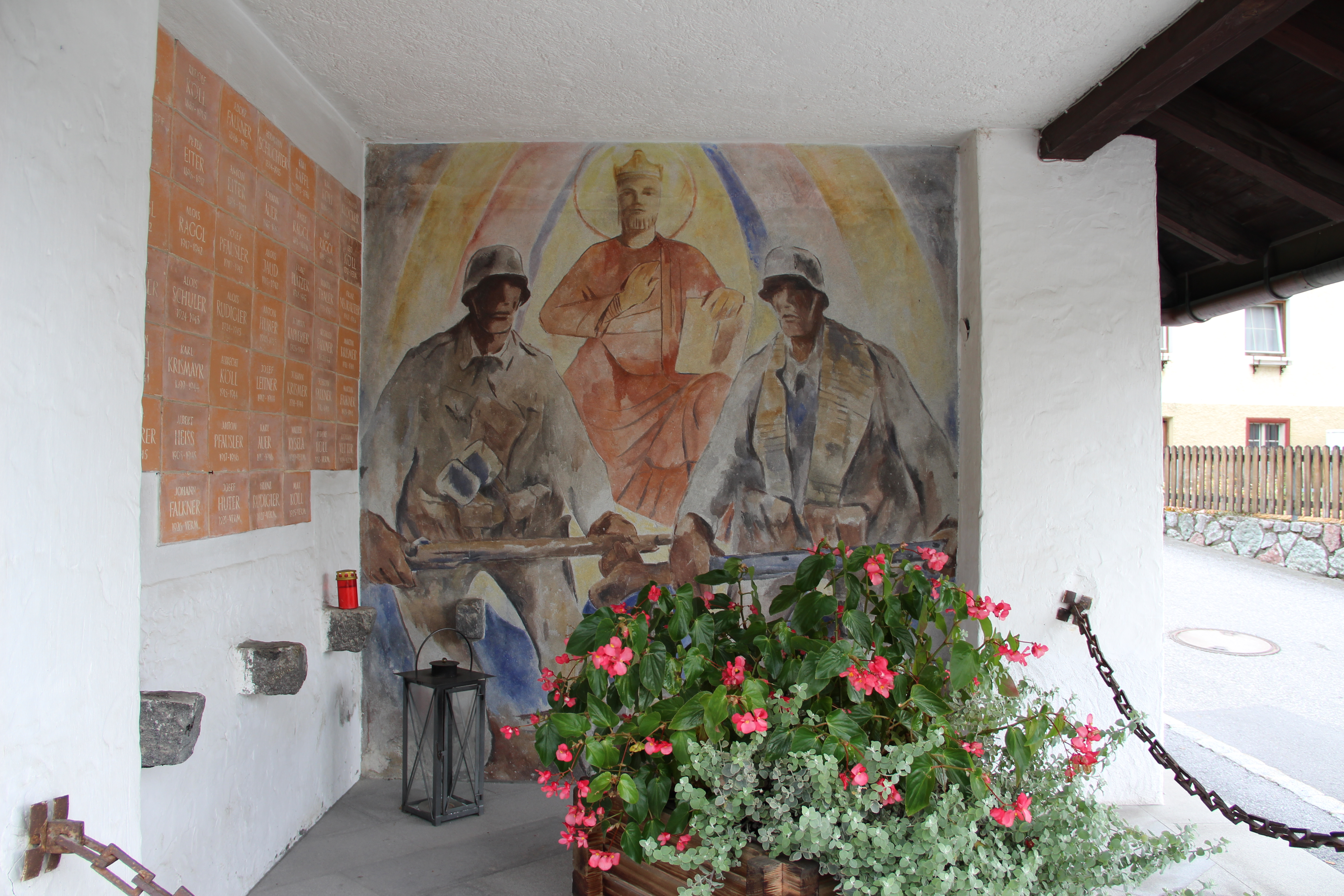
Kriegerdenkmal in Mairhof: Inschriftentafeln von Fini Platzer, Fresko von Wilhelm Nikolaus Prachensky, Entwurf von Hubert Prachensky.

Josefine „Fini“ Platzer (* 5. Mai 1913 in Innsbruck; † 26. Oktober 1993 in Thaur) war eine österreichische Künstlerin und Keramikerin. Bekannt wurde sie durch ihre buntglasierten Trachtenmädchen aus Ton, die die Stadt Innsbruck ausgewählten Besuchern als Gastgeschenke überreichte.

## Leben und Wirken
Platzer wurde als Tochter von Marianne Platzer und des Kunstschlossers Robert Platzer geboren. Mit dreizehn Jahren fertigte sie filigrane Zeichnungen und Porträts an. 1939 wurde Platzer Gastschülerin beim Bildhauer Hans Pontiller an der Innsbrucker Kunstgewerbeschule. Während des Zweiten Weltkrieges erlernte sie bei Romed Speckbacher den Beruf des Schnitzens.
Sie führte die Buchhaltung der Kunstschlosserei ihres Vaters in Innsbruck und erledigte anfallende Malereien und Beschriftungen. Außerhalb der Werkstatt fertigte Platzer bereits Keramiken und dokumentierte zusammen mit Margarete Tagini im Auftrag des Tiroler Volkskunstmuseum sämtliche Trachten in Aquarell. Später bildete sie sich bei Hans Lifka an der Kunstgewerbeschule in Reichenberg (Böhmen) fort.
Nach dem Tod des Vaters übernahm sie die Werkstatt in Innsbruck und verkaufte diese nach zwei Jahren. Anschließend zog sie mit ihrer Mutter nach Thaur. Dort gab Platzer Praktikantinnen in ihrem Atelier ihr Wissen weiter. Platzer heiratete nicht und blieb kinderlos. Sie wurde am 30. Oktober 1993 am Innsbrucker Westfriedhof neben ihren Eltern beigesetzt.

## Bedeutung
Den Grundstein ihres künstlerischen Schaffens legte Platzer 1957 mit einem Auftrag für die Sankt Sebastian-Kirche in Rotholz (Österreich). Dort gestaltete sie die Posaunenengel der Kirchenempore, die wegen des ersten Sputniks, der zu der Zeit ins All gestartet wurde, Sputnikengel genannt werden.
Bekanntheit erlangte Platzer mit den buntglasierten Trachtenfiguren aus Ton, die die Stadt Innsbruck 1956 bis 1994 als Geschenk an Staatsgäste und hochrangige Persönlichkeiten überreichte. Empfänger waren zum Beispiel Elisabeth II. (1969), Silvia von Schweden (1977), Henry Kissinger, Indira Gandhi und Konrad Adenauer. Am häufigsten wurde die Figur Innsbrucker Bürgerin verschenkt.
Ebenso bekannt war Platzer für ihre sakrale Kunst insbesondere für ihre Keramikkrippen, die häufig in zeitgenössischen überregionalen oder regionalen Ausstellungen über Kunstkrippen oder Kunstgeschichte ausgestellt wurden. 2014 wurde im Museum Kitzbühel das Keramik-Ensemble der Heiligen Familie mit dem Titel Die Ruhe auf der Flucht nach Ägypten in der von Helmuth Oehler kuratierten Ausstellung Tiroler Künstlerkrippen des 20. Jahrhunderts gezeigt.

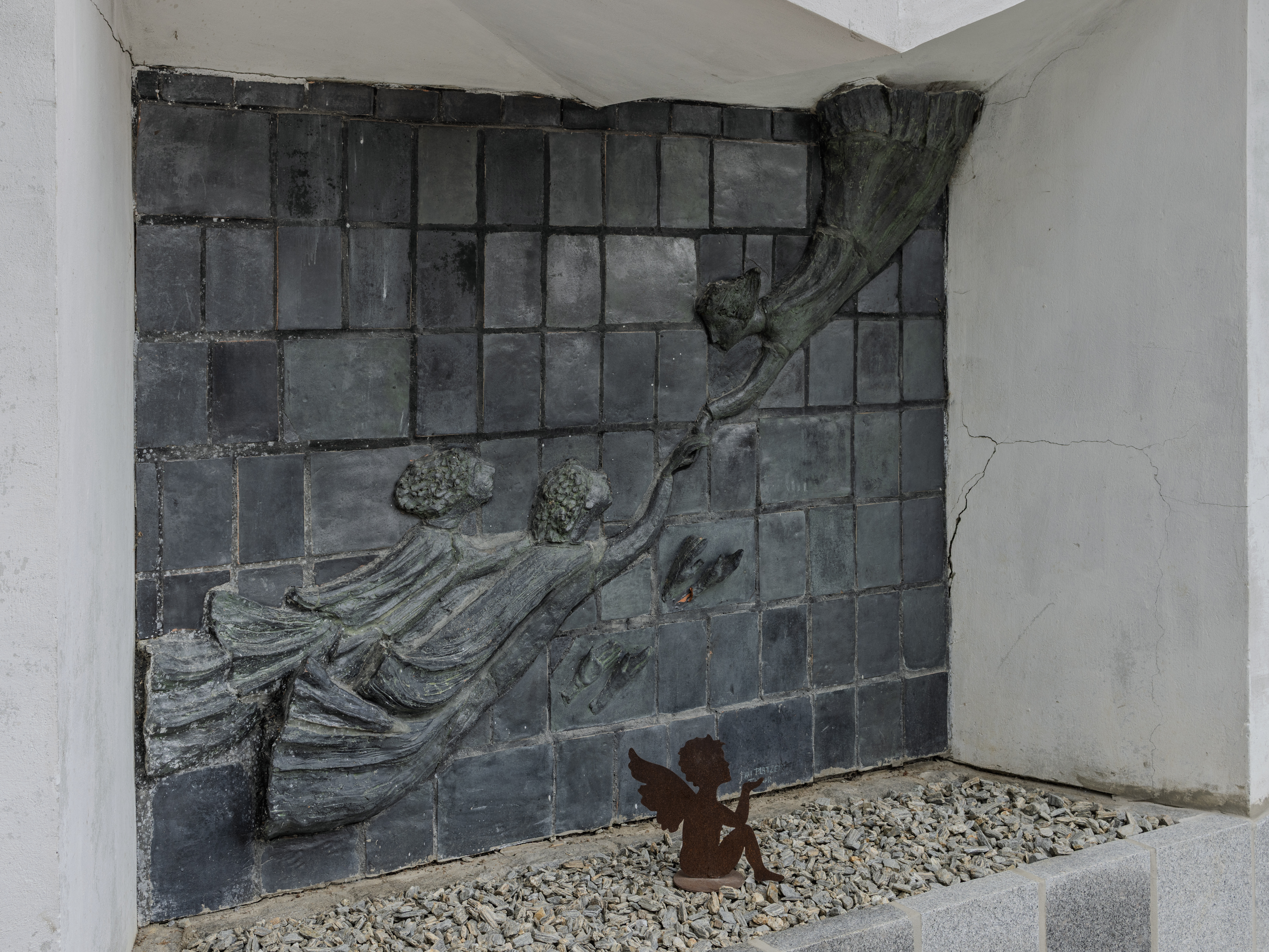
Keramikrelief Erlösung der Seelen, Friedhof Alpbach

Daneben umfasst Platzers Werk auch Kleinplastiken, Engel, Theaterfiguren, handgefertigten Gefäße aus Ton, Wandreliefs und Keramikfliesen. Im öffentlichen Bereich gestaltete sie neben Keramikreliefs an Privathäusern und Skulpturen auch Grabdenkmäler, zum Beispiel das Keramikrelief des Denkmals Erlösung der Seelen auf dem Friedhof Alpbach. Im Ortsteil Mairhof der Gemeinde Roppen (Österreich) gestaltete Platzer an der Ostseite des denkmalgeschützten Kriegerdenkmals von 1953 die Inschriftentafeln aus Ton mit den Namen der Vermissten und Verstorbenen beider Weltkriege.
Ihre Keramikfiguren fertige Platzer vor allem in der „Wursttechnik“, die anschließend mit Tonplatten überdeckt wurden. Dabei schuf Platzer besonders dünnwandige Arbeiten, die sie meistens farblich glasierte.
Platzer überließ in ihrem Nachlass zehn Figurinen aus Ton dem Tiroler Landesmuseum „Ferdinandeum“ in Innsbruck, unter anderem einen Harlekin und mehrere Frauenfiguren in Tracht.

## Rezeption
- „Die Personen des Weihnachtsgeheimnisses treten in einer Art und Weise dem Betrachter vor die Augen, dass Ähnliches in der plastischen sakralen Kunst der Gegenwart wohl so nicht gefunden werden kann; ein unvergleichlich zarter, leuchtender Glanz ruht auf dem Antlitz wie der gesamten Gestalt ihrer Krippenfiguren. Pl. wurde so zur Künstlerin der Keramikkrippen in Europa schlechthin.“ - Ekkart Sauser, Biographisch-Bibliographisches Kirchenlexikon. Band VII (1994), Sp. 733–734.
- „Die Keramikerin Fini Platzer hat schon längst das Gebiet des Kunsthandwerks verlassen. Auch ihre Arbeiten gehören echter, plastischer Gestaltung an. Voll liebenswürdiger Eleganz ruft die Künstlerin Assoziationen zu den Leistungen der großen Porzellanmanufakturen des 19. Jahrhunderts wach, präsentiert aber dennoch Werke, welche ihrer Grundstimmung beste Beispiele einer modernen, bildhauerischen Gestaltung darstellen. Jeweils dem Thema entsprechend, verfügt die Künstlerin über eine verhältnismäßig große Spannweite des Ausdrucks. [...] Fini Platzer weiß auch sehr wohl um die Wichtigkeit der Einbeziehung des Raumes beim plastischen Gestalten [...] und besonders ansprechend und wirkungsvoll präsentieren sich die kleinen Figürchen [...], die allein schon durch den stark ausgeprägten Rhythmus jeden Betrachter bestechen.“ – Heinz Mackowitz, anlässlich der Ausstellung Gerhild Diesner und Fini Platzer – Bezaubernde Dokumentation reifen weiblichen Kunstschaffens im Tiroler Kunstpavillion. In: Tiroler Nachrichten. 6. Juni 1968
- „Fini Platzers heilige Akteure sind manieriert geformte Wesen, die nicht nur durch ihre Zierlichkeit, sondern auch durch ihre Kleidung an das Rokoko erinnern – und sehr gut zum offiziellen Kunst-Geschmack in Tirol der 1950er und 1960er Jahre passten und eine neuerliche Flucht in die (als überholt geglaubte) Idylle ermöglichten.“ Helmuth Oehler, 2014, anlässlich der Ausstellung Tiroler Künstlerkrippen des 20. Jahrhunderts im Museum Kitzbühel.[4]

## Ausstellungen (Auswahl)
- 1953: Krippen unserer Zeit. Tiroler Volkskunstmuseum Innsbruck; gemeinsam mit Josef Kröll, Josef Baumgartner, Johannes Obleitner, Siegfried Hafner, Gustav Resatz und Maria Delago[6]
- 1954: Puteaux bei Paris (Frankreich)
- 1954: Philadelphia (USA)
- 1955: Arles (Frankreich)
- 1959: Zeit und Form, Kunstgewerbeausstellung, Innsbruck
- 1968: Gerhild Diesner und Fini Platzer – Bezaubernde Dokumentation reifen weiblichen Kunstschaffens im Tiroler Kunstpavillon, Innsbruck; gemeinsam mit Gerhild Diesner
- 1980: Zürich (Schweiz)
- 1970: Kiel, Friederica-von-Ellendsheim Haus; gemeinsam mit Josef Widmoser und Jan Koblasa
- 1987: Keramikskultpuren und Gefäße, Stadtturmgalerie, Innsbruck[7]
- 2012: Friede auf Erden, Krippenausstellung in St. Peter in Wien, u. a. mit Maria Delago, Gottfried Fuetsch, Martin Gundolf, Sepp Schwarz, Mathilde Speckbacher, Max Spielmann etc.
- 2014: Tiroler Künstlerkrippen des 20. Jahrhunderts, Museum Kitzbühel, Sammlung Alfons Walde, u. a. mit Maria Delago, Jakob Lederer, Martin Gundolf, Hans Pontiller, Christian Piffrader etc.[4]
- 2020: 20 Jahre Kunst und Musik aus Tirol, Kunsthalle Hosp, Piccardsaal in Obergurgl (Österreich), u. a. mit Gerhild Diesner, Paul Flora, Alfred Hrdlicka, Heidi Leitner etc.[8]
- 2020: Krippenvielfalt in Österreich, Stift Stams, Verband der Krippenfreunde Österreichs[9]